# Yongning, Yangchun
Yongning (kinesiska: 永宁) är en köping i sydöstra Kina. Det ligger i Yangchun i staden Yangjiang i provinsen Guangdong, omkring 200 kilometer sydväst om provinshuvudstaden Guangzhou. Antalet invånare är 28 479. Befolkningen består av 13 763 kvinnor och 14 716 män. Barn under 15 år utgör 27,0 %, vuxna 15-64 år 58 %, och äldre över 65 år 13,0 %.